# Carlo Giuseppe Filippa della Martiniana
Carlo Giuseppe Filippa della Martiniana (Turim, 19 de junho de 1724 - Vercelli, 7 de dezembro de 1802) foi um cardeal do século XVIII e XIX

## Nascimento
Nasceu em Turim em 19 de junho de 1724. De uma família nobre do Piemonte. Filho único de Carlo Baldassare Filippa, conde della Martiniana e de San Michele, Prazzo e Ussolo, e sua segunda esposa, Bona Teresa Grimaldi. Ele tinha oito meio-irmãos e irmãs da terceira esposa de seu pai, Irene Petitti. Os filhos eram Lucia Giuliana Paolina, Orsola Gabriella, Giovanni Baldassarre, Cosimo Giuseppe, Irene Maddalena, Clara Caterina, Gabriella Filippa e Carlotta. Seu primeiro nome também está listado como Carlo Giuseppe Filippo; apenas como Carlo Giuseppe; e como Charles Joseph Flipote; e seu sobrenome como Filippa di Martiniana. Ele também foi chamado de Cardeal della Martiniana.

## Educação
Estudou na Universidade Real de Turim, onde obteve o doutorado em teologia em 1º de junho de 1757.

## Sacerdócio
Ordenado em 1º de março de 1749. Diretor espiritual da Real Universidade de Turim. Reitor do Hospital de Caridade, Turim. Prior de Saint-Nicolas de Gerry, Genève. Nomeado por Carlo Emanuele III, rei da Sardenha, para a sé de Saint-Jean-de-Maurienne em 25 de maio de 1757

## Episcopado
Eleito bispo de Saint-Jean-de-Maurienne, em 25 de maio de 1757. Consagrado, em 7 de agosto de 1757, na catedral metropolitana de Turim, pelo cardeal Vittorio Amedeo delle Lanze, auxiliado por Giuseppe Maria Rotario, cônego, e por Felice Flossesco, cânone.

## Cardinalado
Criado cardeal sacerdote no consistório de 1º de junho de 1778; com um breve apostólico datado de 6 de junho de 1778, o papa enviou-lhe o barrete vermelho com Mons. Cavalchini. Nomeado para a sé de Vercelli por Vittorio Amedeo III, rei da Sardenha, em 21 de abril de 1779. Transferido para a sé de Vercelli em 12 de julho de 1779. Em 23 de junho de 1799, enquanto o Papa Pio VI estava na casa dos oratorianos , na pequena cidade de Crescentino, diocese de Vercelli, a caminho do exílio na França, o cardeal foi visitá-lo; ele foi o último cardeal que o papa viu antes de sua morte em Valence, França, em 29 de agosto de 1799. Participou do conclave de 1799-1800, que elegeu o Papa Pio VII. Recebeu o chapéu vermelho em 28 de março de 1800; e o título de S. Callisto em 2 de abril de 1800. Atribuído ao SS.CC. de Imunidade Eclesiástica, Ritos e Indulgências e Relíquias Sagradas. Um encontro que teve com Napoleão Bonaparte em 1800 foi o prelúdio da nova atitude do governo francês em relação à Igreja que resultou na Concordata de 1801 com a Santa Sé. Las abade commendatario de S. Maria di Casanova, Carmagnola. Realizou numerosas visitas pastorais em suas duas dioceses e escreveu frequentes cartas pastorais; foi generoso com os pobres e caridoso com os enfermos.

## Morte
Morreu em Vercelli em 7 de dezembro de 1802. Exposto e enterrado na catedral de S. Eusébio de Vercelli.